# Tre giorni e una vita
Tre giorni e una vita (Trois jours et une vie) è un film del 2019 di Nicolas Boukhrief, adattamento cinematografico dell'omonimo romanzo di Pierre Lemaitre. 

## Trama
Antoine, un ragazzino di dodici anni che vive con la madre in un villaggio belga, è molto legato ai figli dei vicini: Emilie, poco più grande di lui, e Remi, un bambino di sei anni, e al loro cane. Innamorato della ragazza, rimane deluso vedendola baciare un suo coetaneo. In preda all'ira, scaccia via il cane che lo aveva seguito fin sulla soglia di casa. L'animale, nella sua fuga, viene investito da un'auto. Michel, il padre di Emilie e Remi, per evitare inutili sofferenze al cane moribondo, gli spara uccidendolo, per poi gettare  il suo corpo tra i rifiuti. 
Il giorno dopo (antivigilia del Natale del 1999), Antoine, al colmo della rabbia per la morte del cane, si rifugia nel vicino bosco. Remi lo segue e, con le sue domande, provoca la reazione di Antoine che gli tira un bastone, colpendolo mortalmente alla tempia. Dopo aver gettato il corpo del piccolo in una fossa poco profonda, corre a casa dove la madre di Remi gli chiede con disperazione se ha visto il figlio, ma lui nega. La polizia, in seguito, comincia le indagini sulla scomparsa del bambino, ipotizzando un rapimento. Soltanto il giorno di Natale, dopo una scenata in chiesa di Michel durante la messa di mezzanotte, vengono organizzate le ricerche alle quali partecipa l'intera popolazione. Le ricerche, però, non danno esito e vengono interrotte al calar del sole, per riprendere il giorno seguente con l'aiuto dei cani. Antoine, che ha seguito le squadre in perlustrazione, capisce che ormai sono arrivate vicino al punto in cui si trova il corpo di Remi, e si sente perduto. Tornato a casa, tenta il suicidio ingerendo diverse pastiglie di vari medicinali, ma, soccorso dalla madre e dal medico del paese che lo stima per il suo interesse verso la scienza, si salva.
Nella notte, un nubifragio provoca l'esondazione del torrente che attraversa il villaggio, allagato e ricoperto di fango e detriti. Anche la foresta viene sconvolta e molti alberi vengono sradicati dalla furia del vento e delle acque. Le ricerche nel bosco non potranno riprendere per molto tempo a venire.
Dopo quindici anni, Antoine, fresco di laurea in medicina, torna al paese dove trascorre il Natale in attesa di ottenere l'abilitazione professionale per poter poi coronare la sua aspirazione di andare a lavorare in Medio Oriente. Qui, incontra Emilie e, insieme, vivono un momento di passione incontrollata.
Due mesi dopo, in procinto di realizzare il suo sogno e partire per Il Cairo, Antoine torna ancora per pochi giorni al villaggio per salutare la madre e i compaesani.
In quegli stessi giorni, mentre nei boschi sono in corso lavori di rimozione del legname abbattuto dalla tempesta del 1999, vengono ritrovati i resti di Remi e, su di essi, un capello che non gli appartiene. Analizzato il capello, il DNA rivela le caratteristiche fisiche dell'assassino (biondo, occhi chiari) che corrispondono a quelle di Antoine, ma non trova riscontro nella banca dati della polizia e non potrà confrontarsi con altri poiché è impossibile eseguire un'indagine su vasta scala, verrà solo conservato agli atti per future evenienze. Dopo aver appreso tali notizie, Antoine viene informato da Emilie che lei è rimasta incinta in occasione dell'unico rapporto sessuale che hanno avuto e, pertanto, vuole che lui la sposi, minacciandolo di denunciarlo e di chiedere la prova del DNA se si fosse opposto a riconoscere il bambino.
Per tenere nascosta la sua colpa, Antoine è costretto a rinunciare al suo sogno di andare a lavorare lontano dal paese; rileva lo studio medico del vecchio dottore e, sposata Emilie, va ad abitare nella casa dei suoceri. Nella scena finale Antoine è seduto alla tavola dei genitori di Remi nel giorno di Natale, fissa un paesaggio mediorientale dipinto su un piatto e scambia gli auguri di Buone Feste con loro.

## Produzione
Pierre Lemaitre, dopo aver proposto al regista Nicolas Boukhrief l'adattamento cinematografico del suo romanzo, nel febbraio 2018 annunciò l'inizio delle riprese nell'autunno seguente. Il film è stato girato nei dintorni di Olloy-sur-Viroin e Nismes, frazioni di Viroinval, nelle Ardenne.

## Distribuzione
In Francia il film è uscito nelle sale il 18 settembre 2019. In Italia è stato presentato alla Festa del Cinema di Roma nell'ottobre del 2019.